# UCAC4 581-053434
UCAC4 581-053434 — одиночная звезда в созвездии Геркулеса на расстоянии приблизительно 294 световых лет (около 90 парсек) от Солнца. Визуальная звёздная величина звезды — +15,319m.
Вокруг звезды обращается, как минимум, одна планета.

## Характеристики
UCAC4 581-053434 — красный карлик спектрального класса M3V. Масса — около 0,396 солнечной, радиус — около 0,404 солнечного. Эффективная температура — около 3669 K.

## Планетная система
В 2024 году группой астрономов, работающих в рамках программы TESS, было объявлено об открытии планеты TIC 311276853 b.